# Pelecyphora aselliformis

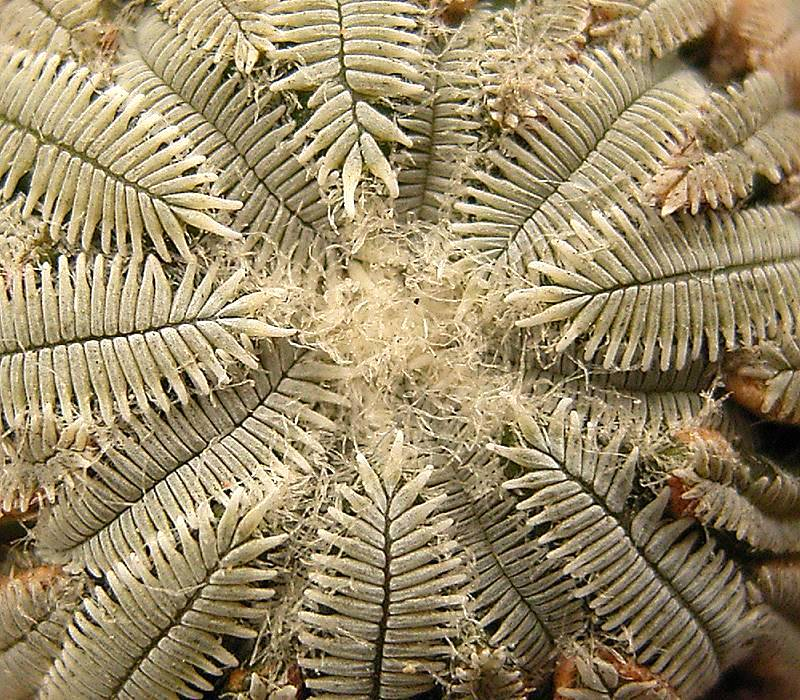
Scheitelansicht

Pelecyphora aselliformis ist eine Pflanzenart in der Gattung Pelecyphora aus der Familie der Kakteengewächse (Cactaceae). Das Artepitheton aselliformis bedeutet ‚asselförmig‘. Trivialnamen sind „Peoti“, „Peotillo“, „Peyote“ und „Peyotillo“.

## Beschreibung
Pelecyphora aselliformis wächst mit kugelförmigen oder abgeflacht kugelförmigen Körpern, die Durchmesser von 2 bis 5 Zentimeter aufweisen. Ihre beilförmigen Warzen sind 2 bis 4 Millimeter hoch, 5 bis 9 Millimeter lang und 1 bis 2,5 Millimeter breit. Ihr äußerer Teil ist abgeflacht, der Umriss elliptisch. Die 40 bis 60 steifen, weißlichen Dornen sind auffällig kammförmig angeordnet und 0,7 bis 4 Millimeter lang. Die magentafarbenen Blüten erreichen Durchmesser von 1,3 bis 2,2 Zentimetern.

## Systematik, Verbreitung und  Gefährdung
Pelecyphora aselliformis ist im mexikanischen Bundesstaat San Luis Potosí verbreitet. Sie besiedelt niedrige Hügel und flache Ebenen in Höhenlagen von über 1850 Metern und wächst auf nährstoffreichen, dunklen Böden und Kalkfelsen.
Die Erstbeschreibung erfolgte 1843 durch Carl August Ehrenberg.
Pelecyphora aselliformis wird in Anhang I des Washingtoner Artenschutz-Übereinkommen geführt. In der Roten Liste gefährdeter Arten der IUCN wird sie als „Least Concern (LC)“, d. h. als in der Natur nicht gefährdet, eingestuft.
Als nördlich der Stadt San Luis Potosí eine neue Autobahn gebaut wurde, die durch eine Population von Pelecyphora aselliformis führte, konnten 1226 Exemplare der Art in den Botanischen Garten El Charco del Ingenio bei San Miguel de Allende umgesiedelt werden.

## Nachweise